# Parakálamos
Parakálamos (Parakalamos) är en ort i Grekland.   Den ligger i prefekturen Nomós Ioannínon och regionen Epirus, i den nordvästra delen av landet, 300 km nordväst om huvudstaden Aten. Parakálamos ligger 405 meter över havet och antalet invånare är 730.
Terrängen runt Parakálamos är huvudsakligen kuperad, men den allra närmaste omgivningen är platt. Runt Parakálamos är det glesbefolkat, med 14 invånare per kvadratkilometer. Närmaste större samhälle är Kefalóvryso, 16,5 km norr om Parakálamos. I omgivningarna runt Parakálamos växer i huvudsak blandskog.